# Václav Korunka
Václav Korunka (* 24. prosince 1965 Jilemnice) je bývalý československý a český reprezentant a trenér v běhu na lyžích, který závodil v letech 1987–1999. Je bronzovým medailistou ve štafetě z olympiády 1988 a z mistrovství světa 1989. U zisku bronzové olympijské medaile české štafety byl jako trenér i v roce 2010.

## Sportovní a trenérská kariéra
Narodil se v Jilemnici a bydlel v Harrachově, kde se od svých devíti let čtyři roky pod vedením trenéra Jiřího Rázla věnoval skokům na lyžích. Po těžkém úrazu se však už ke skokům nevrátil a začal závodit v běhu na lyžích. V letech 1985–1999 závodil za Duklu Liberec, zúčastnil se třech ZOH a šesti mistrovství světa. Po skončení závodní činnosti působil jako trenér v Dukle Liberec, od roku 2003 byl osobním trenérem Jiřího Magála, Dušana Kožíška, Aleše Razýma, krátce i Kamily Rajdlové. Působil i jako asistent reprezentačního trenéra Miroslava Petráska – v této roli se zúčastnil ZOH 2010 ve Vancouveru, kde jeho svěřenci vybojovali bronz ve štafetě. V sezóně 2015/16 byl asistentem Petra Steinbacha, trenéra reprezentačního týmu žen. Jako trenér působil až do roku 2018. Od té doby se v Dukle Liberec věnuje organizační práci, je servisním pracovníkem pro sport.

## Nejlepší výsledky

### Zimní olympijské hry
Startoval na třech ZOH (1988, 1992, 1994). V roce 1988 získal společně s Radimem Nyčem, Pavlem Bencem a Ladislavem Švandou bronzovou medaili ve štafetě.
- Calgary 1988: 3. místo ve štafetě 4×10 km, 28. místo na 15 km klasicky
- Albertville 1992: 7. místo ve štafetě 4×10 km, 13. místo na 50 km volně, 14. místo v kombinaci 25 km, 17. místo na 10 km klasicky,
- Lillehammer 1994: 8. místo ve štafetě 4×10 km, 37. místo v kombinaci 25 km, 59. místo na 10 km klasicky

### Mistrovství světa
Startoval na šesti Mistrovstvích světa v klasickém lyžování (1989, 1991, 1993, 1995, 1997, 1999). V roce 1989 získal společně s Radimem Nyčem, Martinem Petráskem a Ladislavem Švandou bronzovou medaili ve štafetě.
- Lahti 1989: 3. místo ve štafetě, 8. místo na 15 km klasicky
- Falun 1993: 9. místo na 50 km volně

### Světový pohár
Jako první v historii českého mužského běžeckého lyžování se umístil v závodě světového poháru na medailové pozici (o rok později ho vyrovnal Luboš Buchta, překonali ho až Lukáš Bauer a Martin Koukal). Rovněž jeho celkové 11. místo v sezóně 1992/93 bylo nejlepším výsledkem českých běžců na lyžích ve SP a to až do roku 2003, kdy jej 5. místem překonal Lukáš Bauer.
Medailová umístění v závodech SP
- 3. místo 5. 1. 1991 Minsk - Raubiči, 15 km volně
- 3. místo 12. 12. 1992 Ramsau, 10 km volně
- 3. místo 6. 3. 1993 Lahti, 30 km volně

Celková umístění ve SP1
- 1987/88 - 38. místo
- 1988/89 - 18. místo
- 1989/90 - 32. místo
- 1990/91 - 16. místo
- 1991/92 - 36. místo
- 1992/93 - 11. místo
- 1993/94 - 56. místo
- 1994/95 - 64. místo
- 1995/96 - 31. místo
- 1996/97 - 56. místo
- 1998/99 - 105. místo